# Единая теория роста
Единая теория роста (англ. Unified growth theory) — направление в теории экономического роста. Единая теория роста была разработана для преодоления недостатков теории эндогенного роста, её неспособности объяснить ряд эмпирических закономерностей экономического роста; в частности, для объяснения того, почему экономический рост привёл к увеличению неравенства между странами в последние два столетия. В отличие от более ранних теорий роста, которые полностью сфокусированы на современном режиме роста, единая теория роста анализирует процесс роста на протяжении всей человеческой истории, подчеркивая критическую роль, которую сыграл неодновременный переход разных стран от мальтузианской стагнации к устойчивому экономическому росту для возникновения глобального неравенства.

## Развитие и содержание теории
Единая теория роста была впервые выдвинута Одедом Галором и его соавторами, которые смогли в рамках одной динамической системы описать фазовый переход от эпохи мальтузианской стагнации к эпохе устойчивого экономического роста. Из-за эволюции скрытых переменных состояния в мальтузианскую эпоху устойчивое мальтузианское равновесие в конечном итоге исчезает, и система постепенно приближается к стационарному равновесию современного роста. Мальтузианское стационарное равновесие характеризуется медленными темпами технического прогресса и роста населения, где потенциальное влияние технического прогресса на уровень жизни в долгосрочной перспективе компенсируется ростом населения. Напротив, во время современного режима роста технический прогресс стимулирует инвестиции в человеческий капитал наряду со снижением рождаемости, дальнейшим ускорением технического прогресса и обеспечением устойчивого роста уровня жизни.
Теория охватывает основные этапы процесса развития:
- мальтузианская эпоха, которая преобладала на протяжении большей части человеческой истории,
- выход из мальтузианской ловушки[6],
- появление человеческого капитала как центральный элемент в процессе роста,
- начало снижения рождаемости,
- истоки современной эры устойчивого экономического роста и
- корни расхождений в доходах на душу населения в разных странах за последние два столетия.

Единая теория роста предполагает, что в течение большей части человеческого существования технологический прогресс был компенсирован ростом населения, а уровень жизни был близок к физическому выживанию. Однако усиливающееся взаимодействие между темпами технического прогресса и численностью и составом населения постепенно увеличивало темпы технического прогресса, повышая важность образования для способности людей адаптироваться к изменяющейся технологической среде. Увеличение объёма ресурсов, выделяемых на образование, спровоцировало снижение рождаемости, позволяющее экономикам распределять большую долю плодов технического прогресса на устойчивое увеличение доходов на душу населения, а не на рост населения, что прокладывает путь к началу устойчивого экономического роста. Теория далее предполагает, что различия в биогеографических характеристиках, а также культурных и институциональных характеристиках привели к различным темпам перехода от стагнации к росту в разных странах и, следовательно, к расхождению в доходах на душу населения за последние два столетия.

## Проверка теории
Поддающиеся проверке предсказания теории и лежащих в её основе механизмов были подтверждены в эмпирических и количественных исследованиях в последнее десятилетие и вдохновили на интенсивное изучение влияния исторических и доисторических сил на сравнительное экономическое развитие и межстрановое неравенство:
- положительное долгосрочное влияние технического прогресса на рост населения, но не на доход на душу населения, в мальтузианскую эпоху было подтверждено на основе данных по странам[7];
- положительное влияние технического прогресса на формирование человеческого капитала на ранних этапах индустриализации было подтверждено на основе данных из Англии и Франции[8];
- влияние роста спроса на человеческий капитал на снижение рождаемости было подтверждено на основе демографических изменений в Китае, Англии, Франции, Ирландии и Пруссии[9];
- теория в целом была исследована на основе количественных методов[10].

Кроме того, единая теория роста исследует взаимодействие между эволюцией состава человеческих характеристик и процессом роста. В частности, в ней выдвигается гипотеза о том, что эволюционные силы сыграли значительную роль в переходе мировой экономики от стагнации к росту. Теория предполагает, что мальтузианское давление, через силы естественного отбора, сформировало состав населения. Те характеристики людей, которые дополняли технологическую среду, генерировали более высокий уровень дохода и, следовательно, более высокий репродуктивный успех, а постепенное распространение этих характеристик среди населения способствовало процессу роста и, в конечном счете, выходу из эпохи застоя в современную эпоху устойчивого роста. Поддающиеся проверке предсказания этой эволюционной теории и лежащих в её основе механизмов были подтверждены эмпирически и количественно.

## Влияние
Единая теория роста вносит вклад в развитие макроистории, она проливает свет на различия в доходах на душу населения по всему миру в течение последних двух столетий, определяет факторы, которые регулировали переход от стагнации к росту и, таким образом, способствовали наблюдаемым во всем мире различиям в экономическом развитии. В единой теории роста подчеркивается постоянное влияние, которое различия в исторических и доисторических условиях оказывали и оказывают на структуру человеческого капитала и экономического развития в разных странах. Наконец, она раскрывает те экономические силы, которые привели к появлению клубов конвергенции.

## Критика
В поисках причин различий (в том числе и институциональных) между странами, Одед Галор и Квамрул Ашраф пришли к выводу, что слишком большое, или, наоборот, слишком малое генетическое разнообразие является причиной неудач государств Чёрной Африки и коренных жителей Северной Америки соответственно. Это вызвало протест группы из 18 учёных-антропологов во главе с Гэри Уртоном и Карлом Ламберг-Карловски, считающих, что «их работа имеет серьезные ошибки в отношении как изложенных фактов, так и используемых методов». Они предупреждают, что «заявления людей, не являющихся экспертами в области генетики, сделанные на основе слабых данных и методов, могут повлечь за собой негативные социальные и политические последствия». Эндрю Гельман критикует Ашрафа и Галора за неэтичность их заявлений, называет причинно-следственные связи, представленные в их статье, «плохо определёнными и неправдоподобными» и призывает «хорошо подумать, прежде чем публиковать заявления, находящиеся вне сферы своей компетенции, которые могут иметь широкий резонанс».